# Ібішев Турпал-Алі Саїд-Емінович
Турпал-Алі Саїд-Емінович Ібішев (рос. Турпал-Али Сайд-Эминович Ибишев, нар. 18 лютого 2002, Росія) — російський футболіст, центральний захисник клубу «Ахмат».

## Ігрова кар'єра
Турпал-Алі Ібішев є вихованцем грозненського клуба «Ахмат». З 2020 року Ібішев є гравцем молодіжного складу «Ахмата». 
Першу гру в основі футболіст провів у рамках Кубка Росії проти московського «Кайрата» 22 вересня 2021 року. Через чотири дні 26 вересня у матчі проти «Ростова» Ібішев дебютував у матчах російської Прем'єр-ліги.